# Robin van den Akker
Robin van den Akker (Geervliet, 21 juli 1979) is een Nederlands (musical-)acteur, zanger en danser. Van den Akker speelde onder andere in de ensembles van My Fair Lady, Evita, Joseph and the Amazing Technicolor Dreamcoat en Mamma Mia! In 2008 nam hij deel aan het talentenjachtprogramma Op zoek naar Joseph.

## Opleiding
Na zijn vwo-opleiding studeerde hij in 2003 af aan de Hogeschool voor de Kunsten in Amsterdam in de richting Jazz- en Musicaldans. Zanglessen kreeg hij van Edward Hoepelman, Jimmy Hutchinson en Margot Giselle. Tijdens en na zijn opleiding volgde Robin workshops bij enkele grote namen, waaronder Henny Kaan, Tom de Ket, Carline Brouwer, Kees van Kooten, Peter Faber, Diederik Ebbinge, Nancy Gabor, Bart Kiene en Will van Kralingen.

## Theater
Robin van den Akker was al in meerdere musicals te zien, voornamelijk in het ensemble. Hij speelde onder andere in de schoolvoorstelling Songs For a New World en verder in professionele producties als Aida, The Lion King, My Fair Lady, Evita, Joseph and the Amazing Technicolor Dreamcoat en Mamma Mia!
- 2002 - Songs For a New World ensemble
- 2001-2003 - Aida - ensemble
- 2004-2005 - The Lion King - ensemble,tevens understudy Simba
- 2006-2007 - My Fair Lady - ensemble - tevens Dance Captain
- 2007-2008 - Evita - ensemble, understudy Ché
- 2008-2009 - Joseph and the Amazing Technicolor Dreamcoat - ensemble, understudy Farao
- 2009-2010 - Mamma Mia! - ensemble, understudy Sky, vanaf 28 juni 2010 first cast Sky
- 2010-2011 - La Cage Aux Folles - Understudy Jacob, Tabarro, Etienne en Monsieur Renaud
- 2011-2012 - Miss Saigon - ensemble, tevens understudy Thuy
- 2013-2014 - Sister Act! - swing, tevens understudy Harry, Pablo
- 2014-2015 - Moeder, ik wil bij de Revue - swing
- 2016-2019 - The Lion King - swing, understudy Mufasa, Scar, Pumbaa
- 2020-2022 - MINIDISCO en het Feest van tante Rita - Vader, Frank Vonk, Cowboy Johnny, Tante Rita
- 2021 - Aïda 20 jaar, in concert - Ensemble
- 2023-2024 - Aida - Zoser
- 2024-heden - Frozen - Ensemble

## Filmografie

### Film
- 2016: Riphagen, als Iskander Lapian
- 2019: Veevoer, als vader Daniel
- 2021: Mijn vader is een vliegtuig, als schouwarts

### Televisie
- 2001: Goudkust, als Kees
- 2006: Onderweg naar Morgen, als Jan-Willem
- 2007: Sportlets, als verslaggever Koos Pee
- 2012: Van God Los, als Marco Visser
- 2016: Flikken Rotterdam, als agent depot
- 2017: Riphagen, als Iskander Lapian
- 2021: Goede tijden, slechte tijden, als Antoine
- 2023: Dag & Nacht, als Bram

## Op zoek naar Joseph
In het najaar van 2008 was Van den Akker een van de finalisten in het televisieprogramma Op zoek naar Joseph. Daarin gingen de AVRO en Joop van den Ende op zoek naar de hoofdrolspeler in de nieuwe musical Joseph and the Amazing Technicolor Dreamcoat. Robin viel in de halve finale af.

## Dans
Als danser was Robin betrokken bij shows van Elton John, Cliff Richard, Kylie Minogue en Helmut Lotti en was hij te zien in een videoclip van Glennis Grace t.w. 'Shake up the Party'. Ook danste hij twee keer bij het Musical Awards Gala (in 2005 en 2007), alsmede op theme-parties van het Calypso Theater in Rotterdam.

## Model
Sinds 2001 houdt Van den Akker zich ook bezig met modellenwerk. Zo was hij te zien in reclamecampagnes van onder meer Douwe Egberts , Bridgestone en SNS Bank. Daarnaast liep hij modeshows voor onder andere C&A, Wella en CPD.